# Yuri Borzakovski
Yuri Mikhailovich Borzakovski - (12 de abril de 1981 en Kratovo, Rusia) Atleta ruso especialista en los 800 metros, que se proclamó campeón olímpico en los Juegos de Atenas 2004.
En 1999 se proclamó en Riga campeón de Europa junior en los 800 m.
Ya en categoría absoluta, irrumpió en el panorama atlético internacional ganando el oro en los Europeos indoor de Gante 2000, cuando solo tenía 18 años. Ese mismo año fue finalista olímpico en los Juegos de Sídney, donde cometió algunos errores tácticos y solo acabó 6º
A principios de 2001 se proclamó campeón del mundo indoor en Lisboa. El 24 de agosto consiguió en Bruselas una marca de 1:42,47 que fue la mejor del mundo ese año y que sigue siendo la mejor de Borzakovski en toda su carrera. Pese a tener grandes posibilidades, ese verano decidió no participar en los Mundiales al aire libre de Edmonton, en Canadá.
2002 no fue un buen año para él, ya que no consiguió clasificarse para la final en los Campeonatos de Europa de Múnich, y su mejor marca de la temporada (1:44,20 en Bruselas) solo fue la 13.ª del ranking mundial.
En 2003 consiguió su primer éxito al aire libre, ganando la medalla de plata en los Mundiales de París, donde solo fue batido por el argelino Djabir Said-Guerni.
Habitualmente Borzakovski utiliza una táctica conservadora, manteniéndose agazapado en el grupo hasta los últimos 200 metros, en los que lanza un ataque demoledor que a menudo le lleva a la victoria. Este cambio de ritmo final recuerda mucho al que tenía el atleta británico Steve Cram en la década de los 80. Aunque seguramente al atleta que más se parece en su forma de correr al final y sobre todo en los riesgos que esta táctica conlleva es al estadounidense David Wottle, Campeón olímpico en Múnich 72
Precisamente esa es la táctica que siguió cuando logró el mayor éxito de su carrera, en los Juegos Olímpicos de Atenas 2004. En la final atacó a falta de 150 metros y viniendo desde atrás consiguió derrotar al plusmarquista mundial de la distancia, el danés de origen keniano Wilson Kipketer, a quien sobrepasó en los últimos 20 metros de la prueba en un final muy reñido. Su marca fue de 1:44,45 no demasiado brillante tratándose de una final olímpica. Finalmente Kipketer se vio también sobrepasado por el sudafricano Mbulaeni Mulaudzi, que ganó la medalla de plata.
En los Mundiales de Helsinki 2005 no pudo lograr la victoria, quedando en segunda posición tras el corredor de Bahrain Rashid Ramzi, que le venció en una final también muy reñida. Borzakovski ganaba así la medalla de plata, repitiendo el resultado de dos años antes en París.
En 2006 ganó la medalla de bronce en los Mundiales indoor de Moscú, tras. Ya en el verano, decidió no participar en los Campeonatos de Europa al aire libre de Gotemburgo

## Resultados
- Europeo Junior de Riga 1999 - 1º (1:50,38)
- Europeo en Sala de Gante 2000 - 1º (1:47,92)
- Juegos Olímpicos de Sídney 2000 - 6º (1:45,83)
- Mundial en Sala de Lisboa 2001 - 1º (1:44,49)
- Europeo de Múnich 2002 - 2º en 4 x 400 m (3:01,34)
- Mundial de París 2003 - 2º (1:44,84)
- Juegos Olímpicos de Atenas 2004 - 1º (1:44,45)
- Mundial de Helsinki 2005 -2º (1:44,51)
- Mundial en Sala de Moscú 2006 - 3º (1:47,38)
- Mundial de Osaka 2007 - 3º (1:47,39)

## Marcas personales
- 400 metros - 45,84 (Tula, 24 Jul 2000)
- 800 metros - 1:42,47 (Bruselas, 24 Ago 2001)
- 1.000 metros - 2:17,40 (Niza, 08 Jul 2000)
- 1.500 metros - 3:42,27  (Sochi, 2013)